# Moucha tse-tse
Moucha tse-tse (Glossina) či také bodalka nebo bodavka je rod dvoukřídlého hmyzu, známý jako přenašeč spavé nemoci (původcem je Trypanosoma gambiense) a dobytčí nemoci nagana. Je známo kolem 31 druhů, ty se dělí do tří podrodů a většina bodalek žije v rovníkové Africe.

## Životní cyklus
Dospělé mouchy sají krev na velkých kopytnících, ale i na ostatních savcích, a to pomocí silného bodákovitého sosáku. V horkých dnech jsou nejaktivnější. Za život saje obvykle moucha tse-tse několikrát. Po kopulaci se samcem se oplodněné vajíčko vyvíjí v její děloze až do třetího stadia larvy, přičemž se vyživuje bílkovinnou hmotou mlékovité konzistence (tzv. adenotrofní viviparie). Po nakladení se larvy rychle zahrabou do půdy a dokončí vývin.

## Podrody
Velmi často se mouchy tse-tse dělí na tři podrody:
- podrod Glossina čili „morsitans“ – nejrozšířenější, tzv. glosiny savan
- podrod Nemorhina čili „palpalis“ – tzv. říční glosiny
- podrod Austenina čili „fusca“ – tzv. glosiny lesů

## Symbiotické bakterie
V mouše tse-tse byly popsány nejméně tři symbiotické druhy bakterií: obligátní endosymbiont Wigglesworthia glossinidia, parazitická Wolbachie a fakultativní komenzální Sodalis glossinidius. Moucha tse-tse je závislá na bakterii Wigglesworthia glossinidia, která jí dodává vitamíny chybějící v nasáté krvi. Wolbachia je schopná manipulovat životaschopností potomstva mouchy skrze mechanizmus cytoplazmatické inkompatibility. Bakterie Sodalis glossinidius vykazuje známky evolučně mladé symbiozy.